# José Atalaya
José Maria Atalaya Mera Bonito Oliveira (Lisboa, 8 de Dezembro de 1927-19 de fevereiro de 2021), foi um maestro e compositor português.
Nasceu em Lisboa a 8 de Dezembro de 1927, perto do Rossio. Quando estudava no Instituto Superior Técnico, impressionado com o êxito de Joly Braga Santos, procurou, aos 19 anos, o compositor Luís de Freitas Branco, com quem estudou em regime domiciliário, análise musical, composição e história da música, de 1947 a 1955, abandonando o curso de engenharia.
A sua primeira obra, inspirada em As Mãos e os Frutos de Eugénio de Andrade, foi orquestrada pelo seu professor e executada pela Orquestra Sinfónica Nacional, dirigida pelo irmão deste, Pedro de Freitas Branco, em Novembro de 1955. 
Após a morte súbita de Luís de Freitas Branco, Atalaya decide abandonar a composição e dedicar-se à direcção de orquestra e à musicologia. Só passados dez anos retomaria a composição, após contacto com os vanguardistas Pierre Boulez e depois com Pietro Grossi, com que trabalhou e que promoveu a execução das suas Variantes Rítmicas I sobre 4 sons sinusoidais, mais tarde reconhecida como a primeira obra electrónica de autor português.
Durante as décadas de 1960s e 1970s foi um divulgador da música clássica junto do público juvenil e não-erudito, através de programas televisivos, radiofónicos e de concertos informais com palestras introdutórias.